# Station Choisy-au-Bac
Station Choisy-au-Bac is een spoorwegstation in de Franse gemeente Choisy-au-Bac aan de spoorlijn Creil - Jeumont.